# Rio Sucuriú
O rio Sucuriú é um curso de água que banha o norte e o leste do estado de Mato Grosso do Sul, no Brasil.
Sucuriú é a designação de uma dança ritual de índios ribeirinhos que desejam adquirir poderes mágicos. Nesse rito, imitam a cobra sucuri em suas curvas ao rastejar e na maneira de espremer sua caça.
O rio faz parte da sub-bacia do rio Paraná, uma das nove macro bacias hidrográficas do Brasil. Nasce na serra dos Caiapós, divisor de águas em cujo platô está localizado o Parque Nacional das Emas, na congruência dos municípios Alto Taquari (MT), Costa Rica (MS) e Santa Rita do Araguaia e Mineiros (GO). Inicialmente correndo calmamente na direção leste, apresenta características ideais para esportes como canoagem. Faz, então, uma curva para o sul e, depois, sudoeste.
Em Costa Rica encontra-se a Cachoeira Salto Majestoso, com uma queda de 68 metros.
Percorre centenas de quilômetros, servindo de divisa para os municípios sul-matogrossenses de Costa Rica, Água Clara, Inocência e Três Lagoas. Passa, então, pelo Salto da Laranja.
Em todo o seu trajeto, possui águas límpidas e cristalinas, uma vez que não é poluído por dejetos de nenhuma cidade. Possui em todo o seu percurso aproximadamente 70 metros de largura.

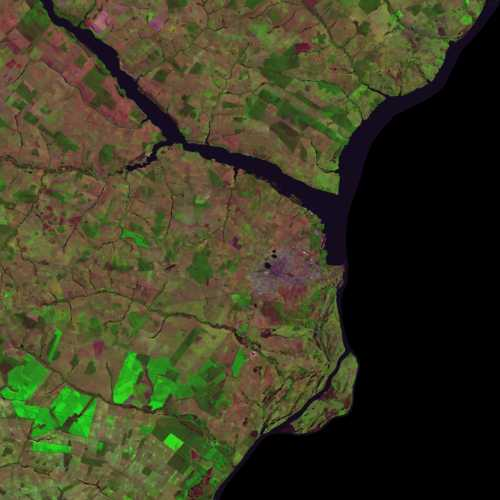
Foz do rio Sucuriú vista do espaço

Desagua no rio Paraná no município de Três Lagoas, local muito popular em termos turísticos por ter pousadas, praias de areias brancas, esportes aquáticos, pescaria, e sediar eventos como o Aberto Brasileiro de Jet Ski. Ali, recebe, ainda, águas de dois afluentes, o córrego Água Tirada e o ribeirão Campo Triste. É o habitat de peixes como barbados, dourados, pacus e tucunarés.
Com o represamento do rio Paraná para a Usina Hidrelétrica de Jupiá, o rio Sucuriú sofreu grande alargamento. Em sua foz, antes possuía por volta de 80 metros de largura; hoje tem quatro quilômetros em certos pontos.